# Borutta
Borutta település Olaszországban, Szardínia régióban, Sassari megyében. Lakosainak száma 254 fő (2023. január 1.). Borutta Bessude, Bonnanaro, Cheremule, Thiesi és Torralba községekkel határos.

## Népesség
A település népességének változása:
| Lakosok száma | 287  | 286  | 254  |
|               | 2017 | 2018 | 2023 |